# Chatsworth (Prowincja Przylądkowa Zachodnia)
Chatsworth (afr. Grottobaai) – miejscowość w Południowej Afryce, w prowincji Przylądkowej Zachodniej. Znajduje się w gminie Swartland w dystrykcie West Coast. Leży w pobliżu drogi krajowej N7, około 45 km na północny wschód od centrum Kapsztadu. Chatsworth zajmuje powierzchnię 1,23 km². Według spisu ludność przeprowadzonego w 2011 znajdowało się tu 679 gospodarstw domowych i zamieszkiwało 2326 osób, spośród których 85,51% to ludność biała, a 9,24% czarni Afrykanie, natomiast 72,22% posługiwało się językiem afrikaans, a 23,81% angielskim.